# Alinula peteri
Alinula peteri là một loài thực vật có hoa trong họ Cói. Loài này được (Kük.) Goetgh. & Vorster mô tả khoa học đầu tiên năm 1988.